# Джакомо I Маласпина
Джакомо или Якопо Маласпина (на италиански: Giacomo, o Jacopo, Malaspina; * 1422/1427, Фосдиново, Маркграфство Фосдиново; † 18 май 1481 Маса, Маркграфство Маса, Сеньория Карара, Монета и Авенца) е 5-и маркиз на Фосдиново, 2-ри господар на Маса и 1-ви господар на Карара.

## Произход
Той е най-големият син на маркиза на Фосдиново Антонио Алберико I Маласпина (* 1398, † 1445) и на Джована Маласпина дела Верукола/ди Фивицано. Той наследява от него и титлата „господар на Маса“, към която добавя и тази на „господар на Карара“ от 1473 г. Има четирима братя и една сестра:
- Ладзаро I (* 1428/9, † 1451), 3-ти маркиз на Кастел дел' Акуила, съпруг на 2-рата си братовчедка Катерина Маласпина дел Кастел дел Акуила.
- Габриеле II (* 1435/8, † 1508), 6-и маркиз на Фосдиново (1467 – 1508); съпруг на 2-рата си братовчедка Бианка Маласпина дел Кастел дел Акуила.
- Спинета Маласпина (* 1436/41, † 1505), родоначалник на клона Маласпина ди Верона
- Франческо Маласпина (* 1437/42, † 1467), свещеник близо до Рим
- Антония Маласпина († сл. 1467), съпруга на Спинета II Фрегозо, господар на Карара

Има и един полубрат от извънбрачна връзка на баща си.

## Биография

### Маркиз на Фосдиново
След смъртта на баща си през април 1445 г. Джакомо поема управлението на маркграфството заедно с брат си Ладзаро, тъй като другите им братя са твърде млади: едно от първите им действия е подновяването на споразумението с Флорентинската република през май 1449 г. за признаване на по-висшата ѝ власт въз основа на отношения на подчинение или чужд протекторат и представителство. Ладзаро умира през юли 1451 г. и Джакомо става настойник на двамата му сина, и единствен господар на маркграфството.
През есента на 1450 г. Джакомо се опитва да разшири своето владение за сметка на други, принадлежащи на сем. Маласпина, като завзема голяма част от земите на маркиз Спинета ди Веруко, негов чичо по майчина линия. Това провокира намесата на Флорентинската република, с която имат договор двамата. На 25 септември неин комисар е изпратен в Луниджана със задачата да убеди Джакомо да върне земите, но понеже той отказва, Флоренция му нарежда да върне също Маса и Кастильоне дел Терциере. Джакомо омеква, след като жителите на Баньоне отиват в Кастильоне дел Терциере и го завладяват, и след като чичо му се връща в Луниджана заедно с Алесандро Сфорца, начело на армия от 5000 войници (18 – 20 ноември). Джакомо връща земите и преотстъпва Кастильоне на Флоренция. Няколко месеца по-късно то става седалище на флорентинския капитан в Луниджана. По този повод Флоренция напразно се опитва да си върне господството над Кастел дел'Акула (в Граньола, днес подселище на Фивицано), като се възползва от присъствието в Луниджана на милански войски. Междувременно някои места, подчинени на Джакомо, се опитват да се върнат под властта на Република Лука.
Същевременно, въз основа на териториалните разширения, извършени от баща му Джакомо I Маласпина, Джакомо допълнително разширява Маркграфство Фосдиново със закупуването на крепостта и на центъра Бибола (днес част от Аула) от Джакомо Амброджо Маласпина от Аула на 24 септември 1451 г.
От 1447 г., със смъртта на Филипо Мария Висконти, последният херцог от Висконти, управлявал Миланското херцогство, който изпълнява и длъжността „викарий на Карара“, Джакомо I Маласпина също оспорва викариата на Карара с Фрегозо от Сардзана, който в крайна сметка е възложен на братовчеда на дожа на Генуа Спинета Фрегозо (15 юни 1448 г.). През 1450 г. Джакомо влиза във въоръжен конфликт с Фрегозо, но бива победен.

### Конфликт с брат му Габриеле и подялба на земите
В началото на 1467 г. отношенията между Джакомо I Маласпина и неговия брат Габриеле се влошават, съвпадайки с времето, когато Габриеле, след като се установява във веронските си владения, започва да желае да участва активно в контрола над владенията в Луниджана. Освен това Джакомо е политически близък до Сфорца от Милано, а Габриеле подкрепя Флорентинската република и Лудовико Фрегозо в битката срещу Миланския херцог Галеацо Мария Сфорца. Така в края на 1467 г. се стига до мирно разпределение на бащините владения. На 17 ноември 1467 г. Габриеле е провъзгласен за маркиз на Фосдиново с името Габриеле II Маласпина чрез арбитраж с участието на петима съдии, избрани от жителите на Фосдиново, и чрез два акта, извършени от Джакомо и брат му Спинета Маласпина. Спинета получава земите в района на Верона, а бившето Маркграфство Оливола и Бибола отива у Габриеле, отчасти като наследник на брат му Франческо, който умира същата година; на племенника на Джакомо, Леонардо, който е единственият оцелял от двамата синове на починалия му брат Ладзаро, е дадено бившето Маркграфство Кастел дел'Акуила. На следващия ден двамата завършват подялбата: така Джакомо получава викариата на Маса, а брат му – този на Фосдиново заедно с владенията в района на Пиза.
Следователно Джакомо е първият сред маркизите Маласпина ди Фосдиново, който се отказва от титлата, решавайки да запази Маса и района ѝ за себе си. На 16 октомври 1467 г. той е назначен от Миланския херцог за генерал-лейтенант на съседния викариат Карара. След това се опитва да получи пълното владение върху него и усилията му са успешни: на 22 февруари 1473 г. е постигната размяна със законния господар на Карара, Антониото Фрегозо, въз основа на която последният отстъпва викариата на Карара, включително земите на Авенца и Монета, на Джакомо в замяна на феода Санадзаро в Ломелина. Така Джакомо прибавя титлата „Господар на Карара“.

### Лоялност към Миланското херцогство и смърт
Следващите години се характеризират с лоялността на Джакомо към Сфорца, въпреки 20 февруари 1470 г. той потвърждава 5-годишния договор с Флоренция само за Маса. Вероятно той е подтикнат към тази политика от съпругата си, която от години е свързана с миланската херцогиня Бианка Мария Висконти. С тази му политика би могло да обясни възприетият от Джакомо герб, който изобразява сух трън вместо цвете: традиционно маласпинските клонове на „сухия трън“ са промилански, докато тези на „цъфналия трън“ са профлорентински.
Семейство Сфорца засвидетелства благодарността си към Джакомо, като му дава няколко знака за своята благосклонност: на 13 октомври 1468 г. той е назначен за таен съветник. През 1477 г. Джакомо се отличава с лоялността си по време на генуезкото въстание срещу Сфорца и на 12 април е назначен за капитан на Ла Специя и комисар на Луниджана от Бона Савойска, регентка на Миланското херцогство. По време на войната след Заговора на Паци той трябва да отблъсне нападението срещу Маса на миланските бунтовници (февруари 1479 г.) и да се защити от заговори, насочени към завладяването на някои от неговите земи, като този в Карара през месец април. Въпреки всичко той успява да преодолее невредим продължилата около две години война и най-вече честите набези и нападения, извършвани от воюващите армии или транзитно преминаващи в района. Най-общо Джакомо изпълнява през по-голямата част от живота си функцията на информатор за събитията в Луниджана за Сфорца, освен че гарантира собствената си въоръжена помощ в случай на нужда.
Джакомо умира вероятно в Маса на 18 май 1481 г., ненавършил 60 години.

## Брак и потомство
∞ пр. май 1456 за Тадеа Пико († сл. 29 март 1481), господарка на Скалдасоле (1461) и дъщеря на Франческо III Пико, от която има двама сина:
- Антонио Алберико II Маласпина († 1519), трети господар на Маса и втори господар на Карара (1481 – 1519), ∞ за Лукреция д'Есте, дъщеря на Сиджизмондо д'Есте, господар на Сан Мартино ин Рио, от която има четири дъщери;
- Франческо Маласпина († 23/24 август 1484), маркиз на Санадзаро де' Бургонди с Пиеве ди Албиньола, Аланя и Ферера, господар на Скалдасоле, съгосподар на Маса (1481 – 1483),